# Аубакиров, Кайрат Алтайканович
Кайрат Алтайканович Аубакиров (род. 8 марта 1971) — казахстанский футболист. Он выступал за «Шахтёр» (Караганда), «Кайрат», «Спартак» (Семей) в казахстанской Премьер-лиге, проведя более 300 матчей и забив почти 100 голов.
Аубакиров провёл девять матчей за сборную Казахстана по футболу, забив гол один раз.

## Карьера, статистика

### Международные голы
Счета и список результатов. Голы Казахстана показываются в первую очередь.
| #  | Дата             | Место проведения                      | Оппонент   | Счёт | Результат | Соревнование      |
| -- | ---------------- | ------------------------------------- | ---------- | ---- | --------- | ----------------- |
| 1. | 26 сентября 1992 | Стадион «Спартак», Бишкек, Кыргызстан | Кыргызстан | 1-0  | 1-1       | Товарищеский матч |